# إستفان سزوك
إستفان سزوك، من مواليد 13 فبراير 1947، لاعب كرة قدم مجري سابق.
لعب مع منتخب هنغاريا لكرة القدم.

## وصلات خارجية
- إستفان سزوك على موقع الاتحاد الأوربي (الإنجليزية)
- إستفان سزوك على موقع قاعدة بيانات كرة القدم.إي يو (الإنجليزية)
- إستفان سزوك على موقع ناشيونال فوتبول تيمز (الإنجليزية)
- إستفان سزوك على موقع Soccerway.com (الإنجليزية)